# Porasaari (ö i Pieksämäki)
Porasaari är en ö i Finland. Den ligger i sjön Luikujärvi och i kommunen Jockas i den ekonomiska regionen  Pieksämäki ekonomiska region  och landskapet Södra Savolax, i den södra delen av landet, 230 km nordost om huvudstaden Helsingfors. Öns area är 2 hektar och dess största längd är 240 meter i sydöst-nordvästlig riktning.